# 大林宣彦
大林 宣彦（おおばやし のぶひこ、1938年（昭和13年）1月9日 - 2020年（令和2年）4月10日）は、日本の映画監督。従四位、旭日中綬章。
倉敷芸術科学大学客員教授、長岡造形大学造形学部客員教授、尚美学園大学名誉教授、文化功労者。

## 概要
広島県尾道市東土堂町生まれ。尾道市立土堂小学校、尾道北高校卒業、成城大学文芸学部中退。2006年（平成18年）4月から尚美学園大学大学院芸術情報学部情報表現学科名誉教授。2007年（平成19年）4月から倉敷芸術科学大学芸術学部メディア映像学科客員教授。2014年（平成26年）4月から長岡造形大学客員教授。
妻は映画プロデューサーの大林恭子。長女の大林千茱萸は「映画感想家」と称して執筆活動をする一方で映画製作にも参加しており（映画「ハウス」の発案者である他、出演もしている）、その夫は漫画家の森泉岳土。劇作家・演出家の平田オリザは甥にあたる。
自主製作映画の先駆者として、CMディレクターとして、映画監督として、日本の映像史を最先端で切り拓いた"映像の魔術師
"。

## 来歴

### 生い立ち
父方は尾道で六代、母方も代々続く医家の長男として生まれる。父は福山市金江町の出身で、尾道市医師会長や尾道市教育委員長を歴任。母は茶道裏千家の教授。父方の祖父は日本で初めて睡眠療法を取り入れようとした人で、大林は子どもの頃、夢遊病を取り入れた心理療法を受けたことがあるという。父方の一族の男子は、歴代"大林〇彦"と、母方の一族の男子の名前は歴代"村上〇祥"と名前を付けられた。両方の家は親戚を含めて大人になったら男は全員医者、女は医者の妻と宿命付けられており、大林家の息子と村上家の娘が結婚して男子が生まれたら、大人になったら医者になるしか選択肢はなかった。
宣彦の生誕時に父は岡山医科大学（現在の岡山大学医学部）の寮にいたが、母は初産で、尾道の母方の実家に帰り宣彦を産んだ。1歳のとき父が軍医として南方に出征したため、宣彦はそのまま母方の実家・尾道の山の手で、18歳で上京するまで育つ。母方の実家は築100年以上の古くて大きな家で、男女合わせて30～40人が住む賑やかな家ではあったが、父親がいないこと、他の従妹とも年が離れていたため一人で遊ぶことが多かった。1～2歳の頃の楽しみは、庭のすぐ下を通過する山陽本線の蒸気機関車で、それはとてつもない恐怖体験だったという。戦前の尾道には外国船も寄港し、南蛮渡来の不思議な積み荷が届くと、港の人が「先生、これは何でしょうか?」と祖父の元に持ち込み、「わしにもよう分からんけ、蔵に入れとけ」と、蔵の中は古今東西のガラクタで溢れていた。2歳でその蔵にあったブリキの映写機のおもちゃに親しみ、6歳で35mmフィルムに手描きしてアニメーションを作った。大林は1977年『瞳の中の訪問者』撮影中に樋口尚文のインタビューに答え、影響を受けた監督は誰かの質問に対して「観た映画は全部栄養になっていますから、特に師匠のように尊敬している人は名前が挙がらないのですが、日本で誰か一人と言われたならマキノ雅弘さんになっちゃうでしょうね。もっと言えばエジソンが映画というオモチャを発明して僕の子供部屋に送り込んでくれたということでしょうか」などと述べている。映画監督は、映画を観て監督という職業を志すが、大林の場合は映画を観るより作ることから先に始まった。この祖父をモデルに作った『マヌケ先生』をもとにして後に三浦友和主演でテレビドラマ、映画が制作された。自身を投影している主人公の名前「馬場毬男」は、イタリアの撮影監督・マリオ・バーヴァをもじったもので、遺作となった『海辺の映画館―キネマの玉手箱』の主人公名でもある。
大林の映画作りは、尾道の旧い家の子供部屋の闇の中から、一人こつこつと始まる。戦争で近所の親しかった人たちが次々と亡くなった。「幼少期に感じた死者の気配が映画づくりの原点。私が描くのは虚実のはざま。生きているのか死んでいるのか分からない人が登場する」と語る。敵国だったアメリカの映画が公開再開されるようになったのは戦後のことで、大林は物心つく頃が戦中に当たるため、戦中は大日本帝国の軍部指導によって作られた戦意高揚映画と時代劇しか上映されず、大林もアメリカ映画を観たのは戦後となる。戦後にそれまで上映されなかったアメリカ映画を含む海外の映画が、白黒、カラーも製作年も関係なく、溢れんばかりに日本の劇場で上映された。『HOUSE』をアメリカで紹介した人物の一人であるマーク・ウォルコフは「原子爆弾を食べてゴジラが生まれたみたいに、精しん年齢12歳に満たない子どもに、混ざるようにしていっぺんに大量の映画を与えてしまった占領政策の作品が大林を作っている」と論じた。「精しん年齢12歳」というのは、マッカーサーが日本人を表現した言葉だが、当時8歳だった大林は非常に納得したという。尾道は造船所に連合軍の捕虜がいたため空襲に遭わなかった。尾道の（当時あった）九つの映画館で上映される映画をすべて観ようと決意し、一週間を月月火水木金土土日日ペースで映画館に通い、当時の映画は二本立て、三本立てで週20－30本ペースで映画を観て、「どうかすると（尾道時代に）千本近い映画を観ていたと思います」と話す。当時の映画館はたいてい満席で座って観ることはできず、ほとんど立って観たという。尾道で唯一の洋画館だったセントラル劇場は、女郎屋街を抜けた場所にあり、『海辺の映画館―キネマの玉手箱』などでも描かれている。終戦後に捕虜を叔父が手当てするため、国民学校に呼び出されたとき、一緒について行き、生まれて初めて白人を見た。『冒険ダン吉』も『のらくろ』の猛犬連隊も日本人は白く描かれ、のらくろがやっつけるしなじやちょうせんじが黄色人種に描かれていたため、それまで日本人だけが白人だと思い込んでいた。野蛮人と思い込んでいた白人の捕虜が、お礼にと貴重な落下傘の布やパイナップルの缶詰、チョコレートやチューインガムをくれた。ガムは噛んでは水で洗い、粗末な甘味料に浸して一年ぐらい噛んだという。アメリカ映画に強い影響を受けたのは、憧れのアメリカの白人がわんさか出てくるから。「僕らの世代こそが完全なGHQの申し子世代」と述べている。角川春樹と親しくなったきっかけは、角川「僕はアラン・ラッドの映画が好きでね」で、大林「おぬし、できるな」という会話から始まっているという。有名な『シェーン』が公開されたとき、大林の感想は「ラッドが何でこんな大作西部劇に出るんだ?」「これでもう西部劇は終わった。こんな埃のしない西部劇ってあるのか、これは東部西部劇だ」だったという。アメリカのティーチインは「あなたの戦争体験は?」から始まるという。実家の持ち家の一つに新藤兼人が一時期住んでおり、毎週末通っていた映画館では“新藤おじさん”の隣で活動写真を見ていたこともあった。15歳のときに小津安二郎が『東京物語』を撮影する現場を見学。16歳の夏休みに福永武彦『草の花』を読み、感銘を受ける。いつかショパンのピアノ曲のような映画を作りたいと思い、それは30年後に『さびしんぼう』で実現する。高校時代は手塚治虫に憧れて漫画を描いたほか、ピアノを弾き、演劇活動をやり、同人誌を主宰して小説を書くなど、映画以外にも多彩な分野に芸術的関心を示した。

### 自主映画作家として

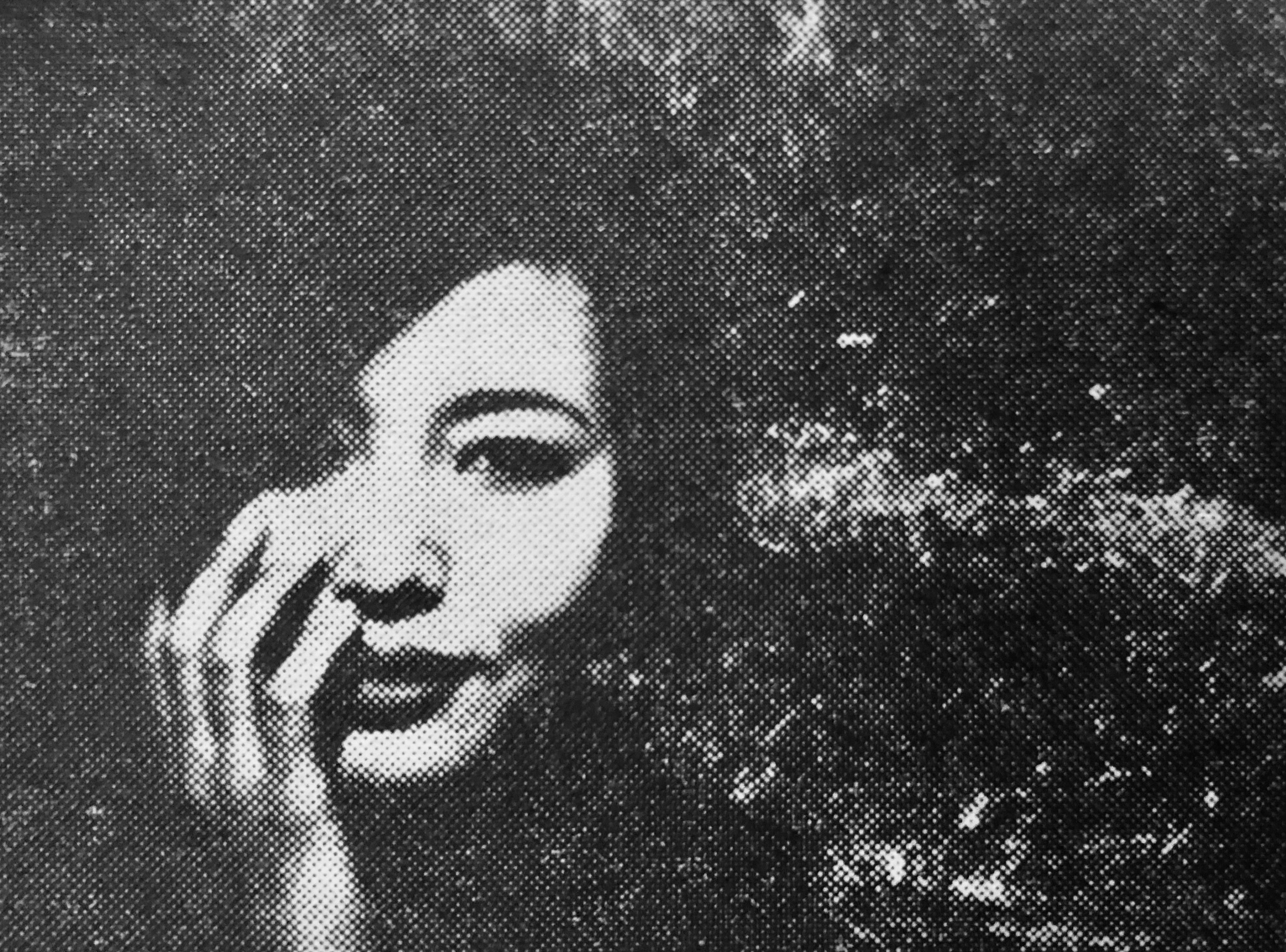

医者になることを宿命付けられていたが、真剣に医者を目指す同級生は、地元の広島医科大学か京大、阪大を目指していた。地元で実家の医者を継ぐという選択のリアリティは関西圏までしかなかった。大林は進路に迷いがあり、この時点で医者になることは虚構になり始めていた。1955年、父に与えられた8ミリカメラを手に上京し、慶應義塾大学医学部を受験する。しかし試験の途中で抜け出して映画を見に行き、「医者にはならない、映画の世界に行くんだ」と決意。尾道に戻り、父に「医者にならない、映画を作りたい」と言ったら、何と父はそれを認めてくれた。父親は岡山医科大学を首席に近い成績で卒業して、将来を嘱望された研究者で、戦争で研究者のキャリアを断念し、戦後復員後、妻の実家の病院を継ぎ、地元の医師として一生を終えた人だった。また母親も世が世なら、東京に行って女優か作家になりたいと考えていたモダンな人で、母親も賛成してくれた。1年浪人する間、東京中の名画座で映画を見まくる。「1960年代までは、日本で観ることのできる世界中の映画を全部観ている」と話している。ある日、自転車で雑木林に導かれ、いつのまにかどこかの敷地に侵入し、小高い丘の上に成城大学があり、学園というのが洒落ているなという理由で成城大を受験する。尾道には海と島と山はあっても陸地やそれに連なる雑木林はなく、雑木林なんてヨーロッパ映画でしか見たことはなく、東京は異国のようだったと話している。慶應の医学部を目指していたから成城は遊びで受かるだろうと思い、合格発表は見ていないという。映画作りを仕事にしようと決意し、1956年に成城大学文芸学部芸術コース映画科に入学した。映画学科がある大学は珍しかったが、学生が映画を作るわけではなく、理論を教えるだけ。この頃はまだ学生たちが映画を作るという時代ではなく、映研も日本大学しかまだなく、大変特殊な存在だった。当時ボードレールに憧れていた大林は、入学試験中にポケットからウイスキーの小瓶を出して飲みながら答案を書いていたところ、試験官の教員から「良き香りがいたしますな」と言われ「先生も一献いかがですか」と勧めると、相手が「頂戴いたしましょう」と応じたため、試験中に試験官と酒を酌み交わすことになったという。大学時代は東宝撮影所の裏にあった早坂文雄の子息が経営するアパート新樹荘に住んだ。大林の隣が東陽一の部屋で、もう一つ隣の部屋に平田オリザの父が住んでいた。同級生にはミッキー・カーチスがおり、卒業後も大林の作品に出演するなど親交は続けていた。大学では講義に全く出ず、赤いスカーフを首に巻いて片手に8ミリカメラを持ち、一日中グランドピアノの前でシャンソンを弾きながら、聴きに来る女学生たちを1コマずつ撮っていた。その中の一年後輩の女学生がのちの妻で、雑木林で思わず「僕と結婚しない？」と言ったら、翌日彼女は「昨日の返事はハイです。結婚のことは、この18年間考え尽くしていますから」と言い、そのまま手をつないで講堂を出て大林のアパートに行き、半同棲を始めた。当時はまだ「同棲」という言葉はなく、近所の人は兄妹が一緒に住んでいると思っていたという。両親は大学を卒業したら、東宝や東映に就職するのだろうと考えていたが、当時の大手映画会社は、エリートしか入れない時代で、東大か京大、早稲田ぐらいを卒業してないと入社試験も受からないと大林自身東京に来てから知った。そのため映画会社に就職して映画監督になるという選択はあまり現実的ではなく、ヌーヴェルヴァーグの影響を受け、これからは売れない作家が映画も撮る時代に来るぞ、と考え、8mmで個人映画を作ってアプレゲールになると意気込んだ。この頃、富士フイルムのようなフィルム会社がコンテストを始めたり、ようやく8ミリ関係の雑誌ジャーナリズムも刊行され始めた。16ミリでは松本俊夫や野田真吉ら、既にやっている人がいたため、自由な映画といったら、残るは8ミリしかなかった。在学中から8mmで作品を発表。1957年、文化祭のために福永武彦の詩集の映画化「青春・雲」発表。初恋を幻想的に描く二作目「絵の中の少女」（1958年）のヒロイン役が妻である。当時はまだ自主製作映画という概念はなかったが、その先駆者として、早くから名前を知られた。1960年に大学を中退。中退後に約2年、神保町で雑誌編集の仕事をする。当時、8ミリで（趣味ではなく）映画を作ろうと考えていた人は、大林と京都に住んでいた高林陽一と飯村隆彦の3人しか日本にいなかったという。最初に自主映画を有料で公開しようとしたのはこの3人で、彼等は月刊『小型映画』のコンテスト落選組だったが、高橋徳行同誌編集長は、いつも落選している個性的な応募者を会わせたら面白いのではないかと考えて、編集長の計らいで会った3人はたちまち意気投合した。これが日本の戦後自主制作・自主上映映画の端緒となる。最初に手掛けたのは商店街のPR映画で、当時はどんな小さな商店街にも映画館があり、映画が上映される前に3〜5分ぐらいのお店紹介の映画が流れた。経堂や祖師ヶ谷大蔵の商店街の短編を作ったことがあるという。当時のTVの台頭とコマーシャル（CM）には既に興味があった。自分たちの作品をもっと人に見てもらおうと画廊で映画を掛けたら反響が大きく、その後新宿アートシアター（ATG）や池袋人世坐など、大きな映画館で掛けるようになったため8ミリから16ミリに転換した。1963年に初の16mm作品、藤野一友との共作『喰べた人』でベルギー国際実験映画祭で審査員特別賞受賞。
1964年、飯村隆彦、石崎浩一郎、高林陽一、金坂健二、佐藤重臣、ドナルド・リチー、足立正生らと実験映画製作上映グループ「フィルム・アンデパンダン」を結成。高林が『砂』で、飯村が『ONAN』など揃って受賞したことで、マスコミが実験映画運動に関心を持ち出し、草月が海外の実験映画を上映したりした。『尾道』(1960年)、『中山道』(1961年)、『喰べた人』(1963年)、『Complexe=微熱の玻璃あるいは悲しい饒舌ワルツに乗って 葬列の散歩道』(1964年)、『遥かなるあこがれギロチン・恋の旅』（1968年）や、日本のカルト映画の草分け『EMOTION=伝説の午後=いつか見たドラキュラ』(1966年)などがアングラブームに乗って反響を呼ぶ。「今、個人映画は、ハリウッド映画をめざす」と話した。同作はロジェ・ヴァディム監督の1960年『血とバラ』のオマージュで、原題『Et mourir de plaisir』を大林は「死に至る病」と解釈していた。『EMOTION』は当時全国五分の三の大学で上映され、今日でも上映されることがある。本作を観てアングラ演劇から映画の道に移った若者も多かったという。安藤紘平は「僕は『EMOTION』に衝撃を受けて、榎本了壱、萩原朔美と共に『ファミリーフィルムメーカー』という映画グループを作り、それは後に『ビックリハウス』という雑誌になりました。大林さんはいろんな人の人生をいっぱい変えているんでしょうけど、僕もまさに変えられた一人でした」などと述べている。いつしか個人映画の教祖的存在となる。但し「僕の作ったアンダーグラウンド映画は、少しもアンダーグラウンドではなく、まさに個人映画の『ザッツ・エンターテインメント』みたいなものだった」と述べている。原正孝（原將人）は麻布高校の文化祭で『いつか見たドラキュラ』を知り合いから借りられ、自身の作品『おかしさに彩られた悲しみのバラード』と二本立てで上映し、『いつか見たドラキュラ』を徹底的に研究し、『おかしさに彩られた悲しみのバラード』を大幅に直して、第1回フィルムアートフェスティバル東京に出品してグランプリを取り、監督デビューすることが出来たと話している。また1965年に初めてCMロケでアメリカに渡った際に、ロスとサンフランシスコで「ジャパニーズ・アンダーグラウンド・ムービー」というフェスティバルがあり『Complexe=微熱の玻璃あるいは悲しい饒舌ワルツに乗って 葬列の散歩道』が一本立て上映されていたという。1970年の高林陽一初の35mm監督作品『すばらしい蒸気機関車』の音楽を担当し、公開当時のプレスシートに「音楽は前衛映画作家として著名な大林宣彦氏」と記載がある。

### CMディレクターとして

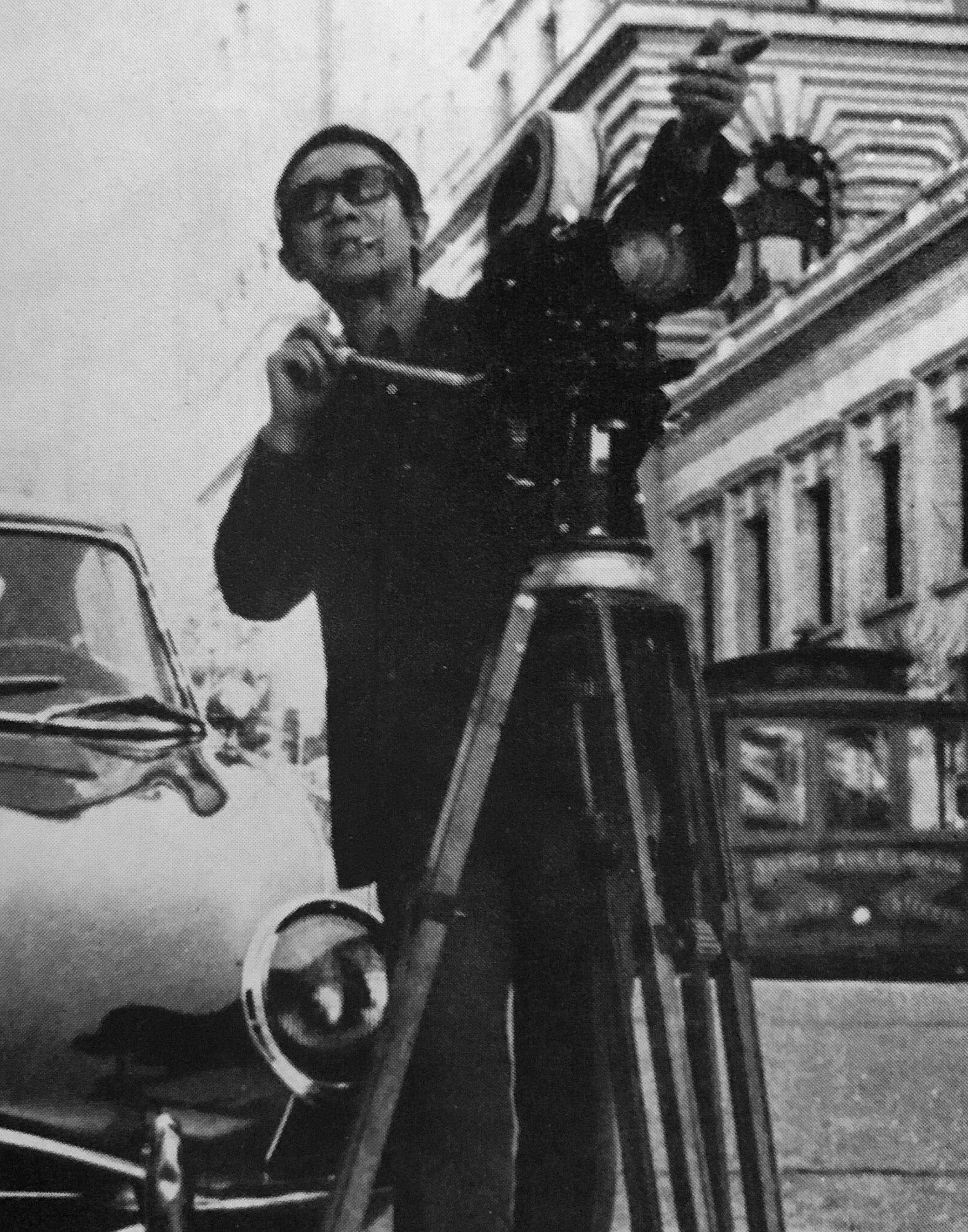
『映画評論』1967年12月号より。

1964年に開館した新宿紀伊國屋ホールの開館イベントとして「120秒フィルムフェスティバル」を企画。紀伊國屋ホールは8ミリには対応できず、16ミリでしか上映できないため、フィルムの値段が跳ね上がるから2分の16ミリ作品を作った。電通のプロデューサーは、この"2分"という触れこみに惹かれてこのイベントに参加し、ここで上映された2分バージョンの『Complexe=微熱の玻璃あるいは悲しい饒舌ワルツに乗って 葬列の散歩道』を観て、大林をCMディレクターに誘った。まだ日本に横文字文化のない時代、コマーシャルは"広告"で、当時まだまだ宣伝はチンドン屋、CMは"おトイレタイム"と蔑視されていた時代。アンデパンダンで最初に名刺を差し出した電通の人は「電通という会社でコマーシャルを撮っている者です」と言った途端、さっと1メートルぐらい後ろに下がった。「どうしたんですか?」と聞いたら「先日、映画監督にそう言ったら『俺に物売りをやれというのか』と蹴とばされたんです」と言った。続く言葉は「これから言うことで、僕を殴らないで下さい、広告をやってみませんか」だった。日本はテーマ主義の国で、テーマのないCMのようなものは作家がやるべきじゃないという考えで、CMは恥ずかしい場所だった。実際は先のイベントに参加した仲間も誘いを受けたが、承諾したのは大林一人で、飯村隆彦も薬のCMを1本だけやったが、すぐに撤退し、高林陽一も大林のCMの手伝いを少ししたが、「性に合わない」と結局CMには関わらなかった。当時は、電通のプロデューサーと、傾きかけた映画界のカメラマンとが組んでCMを撮っていた。当時の電通本社は、東京銀座8丁目土橋の東京高速道路の下にあった木造の貧相な二階建て。初めて遊びに行った日に、味の素の清涼飲料水のキャップを送ると景品が貰えるというCMを撮っていたが、あまりにヘタで「僕が撮ってあげるよ」と代わりに大林が撮ったCMが以降7年間放送された。それで「何でもいいから、遊びに来て下さい」という話になった。電通の小田桐昭プロデューサーの「僕は生涯を懸けてコマーシャルを世界に誇れるジャーナリズムにしてみせようと思っています」という言葉に感銘を受け、本格的にテレビコマーシャルの世界に踏み込む。まだ広告はアートでなかった時代で、クリエイターとは扱われず。電通と大林でスポンサーの所に行くと出入りの写真屋さんの扱い。スポンサーの企業に行っても表玄関からは入れず、裏口から入って「写真屋さん、ご苦労様」と言われ、仕事が終わると鮭の切身定食を御馳走になってまた裏口から帰っていたという。当時はその電通などの広告代理店がTVCMを独占する前夜で、CMディレクターを専門にやろうという人間はまだいなかった。こんな事では未来がないと考えた電通等が「CMに演出家を付けてみたらどうだろう、演出家ならスポンサーと対等に物が言える」と抜擢されたのが大林のCMディレクターとしてのスタートだった。CM演出家のパイオニアとしては、杉山登志や松尾真吾らが挙げられるが、彼らがCM制作会社の社員だったことに対して、大林はどこの会社にも所属しないフリーの映像作家だった。1964年、セイコーのテレビコマーシャル（CM）を皮切りに、草創期のテレビCMにCMディレクターとして本格的に関わる。電通の大林起用の狙いは、高額のギャラを大林に払い、高級外車に乗ってみせるようなスタア演出家を似て任じてもらい、CMディレクターを花形職業にすることで、CM界に優秀な人材を集め、業界全体の活性化を狙ったものだった。小田桐から「できればスポーツカーに乗って、隣のシートに金髪のモデルを乗っけて、『朝日ジャーナル』と『平凡パンチ』を座席に置いて、青山あたりを乗り回して欲しい」と言われた。何の業界でも当時は貧しさが美徳で、腕を買うといってもお金の話はタブー視されていたから、その話を聞いて「面白い業界だな」と感心した。ギャラの基準もまだなく、ギャラは最初の1本が4,000円、2作目が8,000円、3作目で1万5,000円、4作目が4万円と、ギャラは瞬く間に跳ね上がったというが、1965年ぐらいに1本50万円ぐらいになった後は、回りが追いつき以降はほとんど変わらなくなったという。また当時の電通はギャラを貰うために経理に半日並ばないと貰えず、半日並んでギャラを貰うなら、別の撮影をした方がいいと半分はギャラを貰っていないと話している。当時はまだコマーシャルに対するモノづくりのフォーマットが全然なく、演出は全部任せてもらえた。高度経済成長期の始まり、テレビの普及で企業が広告費をどんどん計上し始めた時代でもあり、特撮もどんどん出来、自由に撮らせてもらえた。大林にとってCMはスポンサー付きの個人映画、映像実験室とも言え、非常に楽しいものだったという。CMのギャラを資金源に8ミリ作品を製作し続けた。CM業界で助監督を使うシステムを作ったのは大林。当然助監督にギャラは出ないため、大林のギャラで助監督やスタッフを養成した。阪本善尚は大林がCM業界に引っ張り込んだ人である。
高度経済成長の波に乗り、急成長したCM業界で、一日一本のペースでCMを作り続け、TVCMという分野の礎を築き、「CM界の巨匠」の異名を執った。大林が学生の時には東宝撮影所は連日夜間撮影で空が赤くなっていたというが、60年代半ばからは映画斜陽で東宝撮影所の映画用セットやスタジオは空いていた。大林は毎日のように東宝撮影所でCMを撮ったという。大林の手がけたCMで最も有名なのが、日本で初めてハリウッドスターを起用し、あまりのヒットに丹頂が社名を変更したチャールズ・ブロンソンの「マンダム」で、本作は男性に香りを着けさせようという、これまでの日本にない新しいライフ・スタイルの導入・定着に貢献した。体臭を消すのがそれまでの化粧品の考え方で、特に化粧品の香りはヨーロッパ指向だったため、アメリカの匂いのする男の体臭を売るという画期的なCMでもあった。ブロンソンのキャスティングは大林である。当時の西村彦次丹頂社長にブロンソンの写真を見せたら「何だ、こりゃ」と言われた。ブロンソンはまだ映画通しか知らない役者で、西村社長から当然「アラン・ドロンにしてくれ」と言われた。「こういう男の顔が、男の体臭に似合うんだ」と説得しても「分かった。だけどもう少し美男子じゃダメか」となかなかOKが取れず、しつこく説得を繰り返し、西村社長が、若き大林に仕事を任せるに当たり、大林夫婦を食事に招待した折り、極自然に夫人にサラダを取り分ける大林に感銘を受け、「この人物なら、我が社の広告を任せていい」とようやく決心したと言われ、西村から後で「自分もオヤジから引き継いだ会社で、会社は潰してもいいから、最後に一つだけ世間に良い仕事を残して潰れるならそれでいい。この作品は賭けですが、良い仕事をして下さい」と伝えられた。トップの心を掴んだ大林は思い通りに仕事を進め、「どうしてインディアン役者の売れないブロンソンなど使うのだ」と渋るハリウッドのエージェントの反対を押し切り、チャールズ・ブロンソンでCMを完成させた。ギャラは信じられないほど安かった。一世を風靡した「う～ん、マンダム」とつぶやく名ゼリフは大林の発案だという。このCMはホリプロと制作することになり、堀威夫とアメリカに行った。ホリプロとのCM制作のプロデューサーが笹井英男で、ホリプロとの付き合いはここから始まる。
大林恭子は「大林の手がけたCMは、セイコージュエル・ホワイトが最初。トヨタ自動車のコロナはロサンゼルスとオーストラリアで撮影した海外ロケCM第一号」などと述べている。他に、ラッタッタのかけ声で話題を呼んだ「ホンダ・ロードパル」のソフィア・ローレン、「カネカ・フォンテーヌ」「ラックス化粧品」のカトリーヌ・ドヌーヴ、「フォンテーヌ」のCMソングにはフランシス・レイを起用した。「レナウン・シンプルライフ」のリンゴ・スター、「AGF・マキシムコーヒー」のカーク・ダグラスでは、ダグラスをセッシュ/アラン・ラッド（リンゴ箱）に乗せた。マンダム・フーズフーのデヴィッド・ニーヴン、キャサリン・ヘプバーン、アイススケートのジャネット・リン（カルピス）等の起用で、今日に続く海外スター起用のCMの先駆けとなった。海外スターの起用、海外ロケ、映画のような特撮の導入等は、それまでの日本のCMにない画期的なものであった。当時はまだCMをアメリカで撮影するなんて考えられもしなかった時代、「CMならハリウッドスターを使えるぞ」という"アメリカ映画ごっこ"のようなもの、企業のお金を使った大林個人の夢の実現であったという。ブロンソンの「マンダム」の前に1本だけ、有名ではない外国人俳優を使ったCMがあったが、外タレCMブームはブロンソンの「マンダム」からである。CM撮影での初の渡米は1966年、電通社長の指示で大林を含めたスタッフ4人で行ったという。オイルショック前の1970年初頭はほとんど海外ロケで、1年の内、10か月以上海外生活であった。あまりにも家にいないため、恭子夫人は近所の人たちから未亡人と思われていたという。
日本のCMでは、東陶機器（TOTO）のホーローバスのCMで高沢順子に言わせて流行語になった「お魚になったワ・タ・シ」は、コピーライターという職業が無い時代に大林が考えたコピーである。『さびしんぼう』を気に入られた黒澤明から、1989年CM演出を指名され、NEC「オフィスプロセッサ」「夢にわがままです」を手掛け、CM出演した黒澤に初めてサングラスを外させた。このCMの企画は中学3年のとき、大林の撮影現場を訪ねて来た際に電通入社を勧めた樋口尚文。これが縁で1990年、黒澤監督の『夢』のメイキングビデオ（『映画の肖像 黒澤明 大林宣彦 映画的対話』）を大林が撮った。クライテリオンから発売されている。この他、山口百恵・三浦友和コンビの「グリコアーモンドチョコレート」、高峰三枝子・上原謙の「国鉄フルムーン」、森繁久弥の「国鉄新幹線」、勝新太郎の「大塚製薬ウメビタ内服液」、遠藤周作の「日立ヘアカーラ」、山村聰の「トヨタ・クラウン」、若尾文子の「ナショナル浄水器」、「レナウン・「ピッコロ」、ワンサカ娘」、泉アキの「キリンレモン」、花王石鹸「ハイター」、長門裕之・南田洋子の「カルピス」、真野響子の「味の素ハイ・ミー」、「マックスファクターキャメイ石鹸」、10年間で製作したテレビCMは3000本を越え、国際CM賞も受賞。テレビCMを新しいフィルムアートの一つとして世の中に認識させ、画期的な映像表現で、日本のテレビCMを飛躍的に進化させた。さまざまの映像的実験を試み、東洋現像所（IMAGICA Lab.）は「また大林さんのCMで難しい注文が入ってきた！」と度々言っていたという。当時は勿論、大林は一般レベルでは全くの無名だったが、大林の作ったフィルムは、日本で一番多くの人に見られていたのである。アメリカでのCM撮影の際に、アンダーグラウンド映画のスタッフと親しくなり、『イージー・ライダー』の編集にも大林は関わっているという。2013年、小林亜星等と共に全日本シーエム放送連盟（ACC）第3回「クリエイターズ殿堂」入り。
当時はメイド・イン・ジャパンは粗悪品の代表と言われた時代、自分で試してみて、責任を持って勧められるものだけを担当したいと、毛染めのCMを製作するに当たり、その商品を使って茶髪になった。「日本で最初に茶髪にしたのは私」と述べている。また、自身も九州電力のCMに出演した事がある。同じくCM作家でもあり、映画評論家でもある石上三登志とは盟友関係となり、石上はその後の大林映画に多数ゲスト出演している。
手塚治虫は「幸運にも大林監督のディズニーランドのPR映画に出演させて貰い、真夜中から明け方にかけて、静まりかえったディズニーランドの中で人形の撮影をした。外来者禁制のディズニーランドの裏の様子を見ることができた。思いもかけず手品のタネを見れた」と話している。
大林が全国劇場公開されるような映画に関わったのは、盟友・高林陽一の『すばらしい蒸気機関車』（1970年）の音楽を担当したのが最初だが、閉鎖間際の大映京都撮影所に行ったら、スタジオに古いテープレコーダーとマイクが一本づつしかなくびっくり。高林が奮発して京都市交響楽団を70人雇って連れて来てくれたが、録音の人に「どうやって録るんですか?」と聞いたら「それぞれその都度マイクのところへ来てやって下さい」と言われた。真冬の2月なのに暖房はなく、火鉢があり、火箸を持っていた人がかつて溝口健二の録音を全部やっていたという。録音方法は映画の進行に合わせオーケストラが演奏する、昔の無声映画の劇伴のようなやり方で貴重な体験になったという。高林がその後1975年にATGの1,000万映画として、劇場用の35ミリで『本陣殺人事件』（大林は音楽として参加）を撮ったことは大きな刺激になった。まもなく東宝から「『ジョーズ』のような映画は撮れませんか?」と言われたのが『HOUSE』の制作スタートとなる。

### 商業映画に進出
1977年の『HOUSE』で、商業映画を初監督。個人映画からCMを経て、劇場用映画に越境する。7人の少女が生き物のような"家"に食べられてしまうというホラー・ファンタジーを、ソフト・フォーカスを用いたCF的映像、実写とアニメの合成など、さまざまな特撮を使って見せる華麗でポップな映像世界は世の映画少年を熱狂させた。その影響で映画への道を目指した人材も少なくない。子供向けでなく、初めて若者に向けた特撮映画としても特筆される。1990年代に流行した「美少女ホラー」と直接的にはリンクしないとはいえ、その"祖"と評価もされる。1976年6月には馬場毬男名義による監督作品として準備稿台本が完成し製作についての報道もされたが製作開始とはならず。大林は作品を自分で売るという気持ちから、監督と同時にプロデュース権を持ち、「『HOUSE』映画化を実験するキャンペーン」と銘打って、CM製作で付き合いのあったテレビやラジオに自身を売り込み、積極的にテレビ出演やインタビューに応じるタレント活動のようなことを始めた。オーディションで選んだ平均年齢当時18歳の7人のアイドルに水着を着させて大磯ロングビーチでキャンペーンをやるなど、プロモーションに2年を要して、様々なイベントを仕掛け、その後の"アイドル映画"の方向性を作った。ニッポン放送「オールナイトニッポン」枠で生放送されたラジオドラマ『オールナイトニッポン特別番組 ラジオドラマ ハウス』は、映画製作が進めてもらえないため、映画製作より先に『HOUSE』ブームを起こしてやろうと大林が仕掛けたものだった。更にラジオドラマに続き、コミック化、ノベライズなど、大林が主導して「メディアミックス」を仕掛けていき、これらが功を奏して知名度が上がって話題となり、東宝も企画を進めざるを得なくなって、ようやく本体の映画化が決まった。大林は『HOUSE』のイラスト入りの大きな名刺を作り、会う人ごとに渡していたが、角川春樹もそれを見て「こういうことをしている監督がいるのか」と興味を持ったと話している。既存の映画界とは別のところで仕事をしていた大林と角川は、ほぼ同時期にそれぞれの方法で「メディアミックス」を仕掛けており、これも先駆と評価される。
大林が商業映画に進出すると報じられたとき、多くのジャーナリズムも大林が本来、映画を志向していることを知らなかった。『宝島』1977年5月号には「個人映画とCMという、いわば映画の本流（というものがあるとしての話だが）からずいぶん外れたところで数多くの仕事をしてきた人が、いったい映画のことをどんな風に考えているのか興味を持って、東宝・砧撮影所へインタビューへ出かけた」と書かれている。大林が35ミリ劇場用映画に進出したことで、日本映画界は大きく活性化したといえる。他に先達として自主映画仲間の高林陽一らが存在するものの、自己プロダクション+ATGという経路であり、いきなりメジャーの東宝映画でデビューという事例は画期的であった。当時は映画会社の外部の人間が撮影所で映画を撮るということは、まず有り得ない事態だった。企画としては1975年に東宝の会議を通っていたが、撮影所の助監督経験のない大林が監督することに、当時の東宝の助監督たちが猛反対し、その後2年の間、塩漬けにされた。また従来、監督は助監督を経験してからなるものであったが、助監督経験なし、自主映画出身、CMディレクター出身という新たな流れを生み出した。日本映画の斜陽によって1977年の新人監督の登用は、ピンク映画以外では大林一人だった。大林が商業映画デビューしたこの年が一つのターニングポイントとなり、この流れから自主映画出身者として大森一樹、森田芳光、CM出身者として市川準らが出た。大森は「大林宣彦の名はパイオニアだった。それに続くように翌年、ただの大学生だった私もまた松竹で『オレンジロード急行』を撮る幸運を得た」と話している。市川は「芸大を受験し続けていたけど、どうしても駄目で。僕も予備校の仲間とミニフィルムを作ったりしていた。当時は大林さんが自主制作で注目されていた。そこから美大入学ではなく、CM制作会社に入るという選択をした」と述べている。西河克己は「企業外から出たハシリは大林君ですね。森田芳光が二番手ですね。成功例ということであればですけど」と述べている。『HOUSE』という個人映画が賑々しく痛快に侵犯したことが、多くの自主映画作家を鼓舞し、次代のすぐれた映画作家を輩出させた。『HOUSE』はその震源地であった。CMの仕事で東宝撮影所に出入りしていたこともあって、メディアを巧みに動員した大林自身の自己プロモートに加え、当時東宝営業部長（のち社長、会長）だった松岡功と、東宝撮影所のボス的立場にあったベテラン岡本喜八監督の口添えが大きかったといわれる。松岡は大林に「恐るべき無内容」「しかしこれをわたしたちが考える良い脚本に直したら映画がつまらなくなる、よってこのまま撮ってくれ」とつけ加えたといわれる。しかしながら「あれは正規の映画ではない」と公言する人も多く、映画マニアからは酷く叩かれもした。『リング』、『呪怨』などのプロデューサー・一瀬隆重は「『HOUSE』を観たときには（いい意味で）こんなヘンテコ極まりない映画が、東宝の配給で全国公開された事実に大きく勇気づけられた」「当時の日本映画は産業としてまるで活力を感じさせない状態、もしかしたら、自分にもチャンスがあるかも、古い日本映画も変わるかもしれない、と感じた」と影響を受けた映画の1本として挙げている。
ぴあは1977年12月に「第1回ぴあ展」を開催し、その企画の一つ「20代で出発った作家達」として、バスター・キートンや、ルイス・ブニュエル、ジャン・ヴィゴ、ケン・ラッセル、ロマン・ポランスキー、小津安二郎、稲垣浩、マキノ雅弘、大島渚、若松孝二ら、国内外の46人の映像作家が20代で撮った47本を特集上映した。『ぴあ1977年11月号臨時増刊号』では、その46人の映画作家を紹介しているが、五十音順でもないのに冒頭に商業映画デビューしたばかりの大林を取り上げている。この「20代で出発った作家達」という企画が「ぴあフィルムフェスティバル」に発展するが、ぴあとしても大林のような映像作家がこのイベントから出て来て欲しいと願っていたものと考えられる。1979年には、同フェスティバルの前身「OFF THEATER FILM FESTIVAL '79」のプロデューサーを松田政男、寺山修司とともに務めた。
大林が『HOUSE』を撮った頃は撮影所外のCFディレクターであるというだけでいぶかしがられたが、今や日本映画は撮影所の伝統からきっぱり切れた、CMやコミックスの影響が濃い自主映画やテレビから生まれた才能の輩出によって支えられている。大林が『HOUSE』以降も、継続して作品を発表し、それらが大ヒットしたり、高く評価されることで広く認められ、撮影所の製作システムが事実上崩壊し、いつの間にか大林のやり方が主流になっていったともいえる。大林は後続の映画制作志望者たちをエンパワーしつつ、1970年代後半からは角川映画と共鳴することで日本映画の形態を転換したシネアストと評価される。さらに1982年の『転校生』に始まる尾道三部作はさらなる転機をもたらし、以後の錚々たるフィルモグラフィーを重ねることになる。『HOUSE』で同年、ブルーリボン賞新人賞を受賞。『HOUSE』が一定の成功を収めたことから、大林のもとには、アイドルを使った映画製作の依頼が来るようになった。
『HOUSE』は2009年頃から欧米で再発見されてコアな人気を集めているという。近年ではアメリカニューヨーク近代美術館（MoMA）でも紹介され、2012年12月にMoMAで開催された日本映画特集「アートシアターギルドと日本のアンダーグラウンド映画 1960〜1984年」に大林が招かれ、大林作品がオープニング上映された。ニューヨークの単館系の劇場でもよく上映されるという。

### 尾道三部作
1982年、自身の郷愁を込めて尾道を舞台とした『転校生』を発表。『時をかける少女』、『さびしんぼう』と合わせ"尾道三部作として多くの熱狂的な支持を集めた。1984年にはロケ地巡り目的で、20万人以上の若い観光客が訪れたといわれる。"尾道三部作"という言葉は大林映画のファンが作った言葉である（さびしんぼう (映画)#エピソード）。
これらは、才気が奔出するあまりに一部評論家からは「お子様ランチ」「おもちゃ箱」と酷評されることもあった初期作品に比べると、落ち着きと詩情を湛えて評価も高く、映画作家としてひとつの頂点を築くこととなった。また、これらの映画作りには、地元尾道を中心とした多くの賛同者の協力があり、近年全国的に拡がるフィルム・コミッションの先駆け、また2022年今日のアニメ作品の聖地巡礼（アニメツーリズム）の先駆けとなったと評価されている。小津安二郎の東京物語でそれなりに知られていた「映画のまち・尾道」を、大看板に引き上げたのも大林だった。『転校生』の試写を見た尾道の関係者が「あんなに協力したのに、いい所を撮ってない」などと、最初は尾道の人たちの中にも「町の汚いところばかりを映して」とか「これじゃ観光客が来なくなる。上映をやめてくれないか」と言う人もいたが、映画を観て逆に観光客が来るようになった。田舎町の息の詰まった古臭さを呪う人たちの多かった時代に於いて、日本にまだ、こんなきれいな地方都市の佇まいが残っていたか、と映画を通して再認識させたという点での功績も大きい。『転校生』の成功は、大林の名前と尾道の名を映画史に刻んだ。出身地とは謂えども、これ程一人の映画作家が、長年に亘り一つの街に愛情を注ぎ、何本もの作品を世に送り続けている事例は世界でも他に例が無いといわれる。三つの映画を撮った原動力は「ふるさとが壊されることを守るための戦いだった」などと述べている。 『さびしんぼう』公開時のインタビューで「"いつか見た風景"が、テクニック上のテーマ」と、近年のインタビューでは「町の人が汚いと思う、昔ながらの変わらない尾道の風景が、外の人には懐かしく見えたんじゃないでしょうか」と話している。なお、大林作品で尾道ロケを行った作品は、新・尾道三部作とよばれる『ふたり』『あした』『あの、夏の日』など他にも多数存在するが、この三作は、比較的近い時期に製作されていること、剣持亘脚本であること、尾身としのりが主演または準主演であること、中高生を主人公にしたSFファンタジーであることなどの共通項も多く、三部作として語られることが多い。
尾道三部作は地方活性化を旨とした地方発映画の先駆けとされ、地域における映画製作の道筋を開いたと評価された。映画のおかげで田舎町が観光地化するという現象を目の当たりにした平成の大合併を控えた全国の新市町村は、映画を作れば町のPRも出来るし、ロケによって地方経済の活性化も期待でき、住民の帰属意識も高められると考え、以降、地方発の映画が次々作られる切っ掛けになった。本広克行がオール香川ロケした2006年の『UDON』は、「古里に恩返しするために讃岐三部作を撮りなさい」という大林のアドバイスがあったという。
1984年、目黒区駒場に映画館「アゴラ」(現・こまばアゴラ劇場)を建設。

### アイドル映画
大林はこれまで主に、新人アイドル・新人女優を主役にした映画作りを行い、「アイドル映画の第一人者」とも称される。特に1970年代〜1980年代に手掛けた作品は「70年代アイドル映画」「80年代アイドル映画」というジャンルとしても評価される。2015年2月に、ももいろクローバーZ主演・本広克行監督の『幕が上がる』と新垣結衣主演・三木孝浩監督の『くちびるに歌を』が公開された際に、「アイドル映画」「アイドル&女優が輝く映画」などと特集が組まれたが、大林はその先駆者として各メディアでフィーチャーされた。本広は『幕が上がる』は「大林さんの映画を真似ているところが多い」と話している。『日経エンタテインメント!』2015年3月号の特集「アイドル&女優が輝く映画」では、その系譜の始まりに1981年の『ねらわれた学園』が据えられた。同作は、大作路線を続けた角川春樹が一転、若者向け「アイドル映画」を手掛けた第1弾で、1979年の『金田一耕助の冒険』で意気投合した角川と大林は「誰もやらないような映画を作ってやろう」という目論見から薬師丸ひろ子主演で本作を企画した。また角川から大林に「薬師丸ひろ子をアイドルにしてやってくれませんか」との依頼があり、本作で薬師丸はアイドルとしての地位を確立させた。このため『ねらわれた学園』は「アイドル映画」時代の開幕を告げる作品と評される。同作はSFのジャンルに入れられるが、アイドルが恐怖に巻き込まれるスリリングな展開と独特の陰のある映像は、その後の「アイドル・ホラー」に大きな影響を与えたとも評され、その嚆矢ともいわれる。1983年、角川から「尾道で原田知世の映画を撮って下さい」と託された筒井康隆原作のジュブナイル『時をかける少女』では、合成やコマ落としなどの映像テクニックを最大限に駆使して幻想的な作品世界を描出、のちに定着する"映像の魔術師"、"大林ワールド"といった代名詞はここから始まった。この時期に日本テレビ「火曜サスペンス劇場」向けに円谷プロで撮った「麗猫伝説」は、アングラ映画すれすれの映画詩ふうな作品であり、これを常識を破ってテレビ用に製作できたあたりに当時の大林ブランドの強さと絶好調の自信が示されている。1984年、原田知世主演で撮った『天国にいちばん近い島』は映画は酷評されたが、それまであまり知られていなかったニューカレドニアブームを起こした。1980年代の日本映画は、大林宣彦と相米慎二の時代とも評される。アイドルを度々脱がせることから"昭和の脱がせ屋"などと異名をとるが、「着せてないだけ」と答えている。女優を手加減なしに自身の追求する映像を撮ったこれらは「アイドル映画」の皮をかぶった「作家映画」と見る向きもある。2014年に『角川映画 1976‐1986 日本を変えた10年』を著した中川右介は「盟友関係にあった角川春樹と大林宣彦の二人が、70年代後半から80年代にかけての日本映画界を牽引していたという図式が明確に把握できた。そこであの本では『角川春樹』を主人公とし、副主人公に『大林宣彦』を置いた」、「あの時代個人名で『〇〇映画』と呼ばれていた監督は『大林映画』だけだったのではないか」と述べている。
長い自主映画製作キャリアから培ったスキルは撮影、編集、演技のみならず作曲や演奏にも及び、監督デビューよりも2年早く高林陽一監督の『本陣殺人事件』で音楽監督をつとめ印象的なメロディを提供している（自作での音楽監督兼任はそれほど多くない）。出演作品はそれほど多くないが、発声のきちんとしたプロ級演技は『俗物図鑑』（内藤誠監督）などで垣間見ることができる。

### 1980年代 - 1990年代
「同じことは二度としない」と公言している通り、大林のフィルモグラフィは1作ごとに異なる実験が行われている。
『瞳の中の訪問者』（1977年）は、手塚治虫の漫画『ブラック・ジャック』最初の実写化であるが、『HOUSE』以上に趣味性を前面に押し出し、漫画そのものを実写で描こうと原作そのままのメイクの宍戸錠を登場させたため、「こんな人間がどこにいる!」と手塚を憤慨させたといわれる。
アイドル映画などを挟みながら一転して純文学に挑んだ福永武彦原作の『廃市』（1984年）は、大林自身が「超ローバジェット映画」と表現している。
モノクロ版とカラー版の二種類を製作し同時に劇場公開した『野ゆき山ゆき海べゆき』（1986年）では、寓話性を強調するため、台詞を棒読みさせたり、フラットな構図を採用したり、誇張したメーキャップを施したりするなどした。
大人のファンタジー『異人たちとの夏』は1988年の各映画賞を独占した。
演出、撮影、録音の大胆な実験を試みた『北京的西瓜』（1989年）では、天安門事件の影響で中国ロケが中止になった抗議に意図的に37秒間の空白を挿入した。
NHKと組んでNHK初のハイビジョンテレビドラマと劇場用映画を同時に撮影した『ふたり』（1991年）は「尾道新三部作」の第一作となる。
『青春デンデケデケデケ』（1992年）では『北京的西瓜』で試みた実験をさらに推し進め、複数の16mmカメラを手持ちで回し、リハーサル無し、NG無し、メイクも照明も最低限で一気呵成に撮り上げたフィルムをハイテンションで編集したという。
『水の旅人 -侍KIDS-』（1993年）では、タブー視されていた水との合成にあえて挑み、全編の9割をハイビジョン合成するなど、当時の最先端技術を導入した。
『女ざかり』（1994年）は、吉永小百合に「あなたのシワが撮りたい」と口説いて、吉永がノーメイクに近いナチュラルメイクで挑んだ型破りの"小百合映画"。『理由』（2004年）では、1時間56分の本編をスーパー16mmカメラを多用し、1000カットに及ぶ短いカット繋ぎで構成、宮部みゆきの小説世界を100名以上の俳優全員にノーメイクで演じさせ、テレビのワイドショーの手法を使って完璧に映像化した。これらの作品で映画界に新風を吹き込んだ。
1993年に自身が初めて俳優として出演した月9ドラマ「あの日に帰りたい」では、主演の工藤静香と菊池桃子のフィルムの制作も行った。

### 2000年代以降

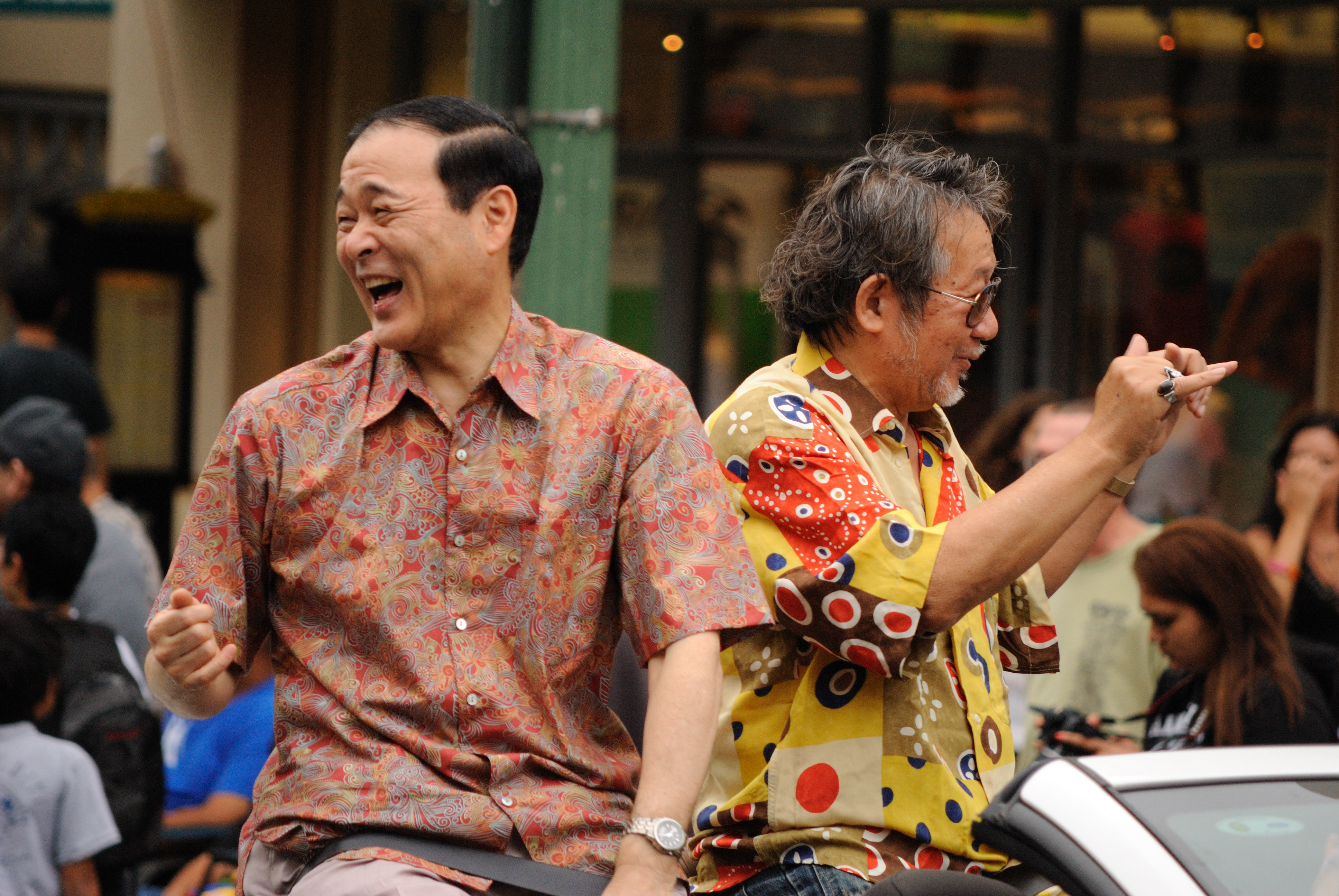
2012年3月4日、ホノルルフェスティバルにて長岡市市長森民夫（左）と

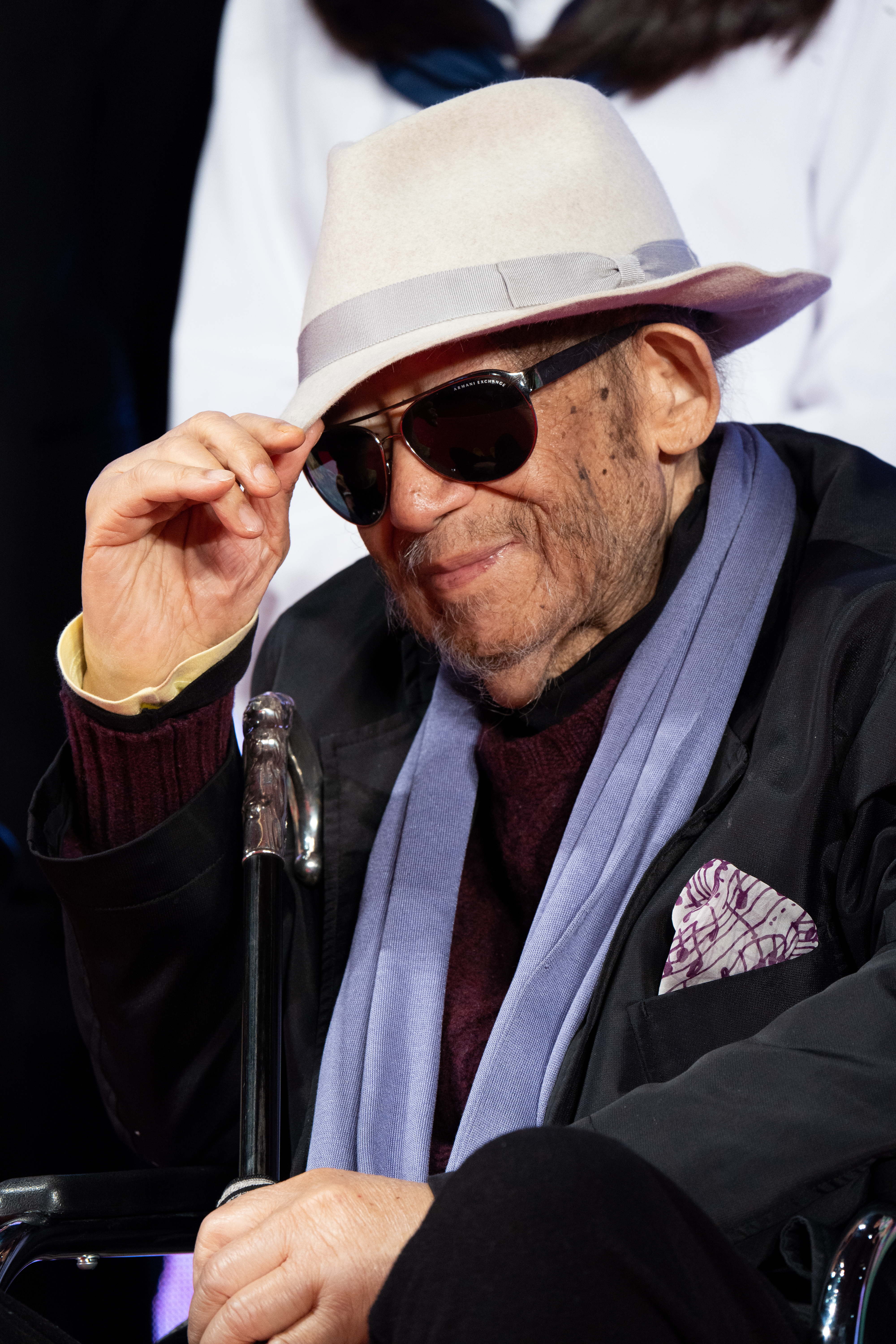
2019年10月28日、東京国際映画祭オープニングセレモニーにて

2000年代に入ると尾道を舞台にした映画は無くなり、代わって、大分や長野、新潟、北海道芦別、佐賀県など、その町の伝統や歴史を題材にした映画を製作している。大林はこれを「ふるさと映画」と称しており、地域における映画製作の道筋を拓いたと評価される。
またこの頃から反戦平和を正面から口にするようになった。その要因としては、2003年4月から、成安造形大学と倉敷芸術科学大学の客員教授に就任し、学生たちの前で定期的に話すようになったこと、2000年代以降の安全保障論や改憲論の盛り上がりで黙ってられない状況になったものと見られている。2013年12月27日付の朝日新聞に「特定秘密保護法が成立した6日、僕は怖くて一日中震えていました。いまの空気は戦争が始まる時に近いのです」とのコメントを寄せる。2010年代以降の4本は、反戦を明確に打ち出した作品になった。
独特の語り口でトークも上手く、自主映画作家時代からマスメディアにしばしば登場した。生放送では喋り過ぎて放送事故寸前まで時間が押すこともあったという。目黒シネマであった大林の特集上映で、大林が喋りすぎて終電がなくなり、お客が全員帰れなくなったというエピソードもある。各地の講演に招かれることも多く、コメンテーターとしてのテレビ出演、雑誌やネットインタビューなども多かった。『幕が上がる』がさぬき映画祭で先行上映が行われた際に、楽屋でももいろクローバーZが大林節に魅了されていくのが横で聞いていた甥・平田オリザは妙におかしく「さすが、アイドル映画というジャンルを自ら切り拓いた人だけのことはあると、我が叔父ながら改めて感心した」と述べている。
2004年（平成16年）春の褒章に於いて紫綬褒章を受章。
2009年（平成21年）秋の叙勲で旭日小綬章を受章した。受章理由は「長年にわたる実験的で独自の映画作りに」と伝えられたという。
2013年に手掛けたAKB48の長尺のミュージック・ビデオ「So long !」は物議を醸した。
2016年、第18回極東映画祭（イタリア）にて、マルベリー賞（生涯功労賞）を受賞。
（2017年12月公開の映画『花筐/HANAGATAMI』のクランクインを控えた）2016年8月に肺癌が判明、ステージ4まで進行しており医師より当初「余命6か月」、後に「余命3か月」の宣告を受ける。同年8月から10月にかけて佐賀県唐津市で行われた撮影と続く編集作業に並行して抗がん剤治療を継続。
2017年4月のスタッフ向け試写会において病状を公表。抗がん剤治療が奏効したことで病状が改善し、同年5月時点で「余命は未定」となったとしている。
2018年夏に、『あの、夏の日 とんでろ じいちゃん』以来約20年ぶりに尾道市をメインのロケ地として、戦争と広島の原爆をテーマとした映画『海辺の映画館―キネマの玉手箱』を撮影、2019年10月28日に開幕する第32回東京国際映画祭「JapanNow部門」で組まれる大林監督特集で初上映された。本作で2018年度毎日芸術賞特別賞を受賞。
2019年3月24日、第33回高崎映画祭の授賞式（会場：高崎市の群馬音楽センター）に出席。監督を務めた『花筐／HANAGATAMI』が特別大賞を受賞し登壇。
2019年春公開を目指し全編熊本ロケでの映画化が決定していた『つばき、時跳び』は、体調不良を理由にクランクイン前の同年7月に辞退。監督補に指名していた熊本市出身の行定勲監督に引き継がれ、2021年に映画化される予定だった。
2019年7月27日、広島県広島市で開催された国際平和シンポジウム「核兵器廃絶への道〜大国の暴走を許さない」（朝日新聞社、広島市、広島平和文化センター主催）に登壇し東ちづると対談した。
2019年9月30日、広島国際映画祭2019「ヒロシマ平和映画賞」に『海辺の映画館―キネマの玉手箱』が受賞したことが発表された。同年11月24日に同映画祭会場で『海辺の映画館―キネマの玉手箱』上映、大林監督トークショー、および、「ヒロシマ平和映画賞」授賞式が行われた。
2019年10月25日、東京国際映画祭が、永年の国内外を含めた映画界への貢献が目覚ましい方々へ贈る“特別功労賞”を、大林に授与することを発表、同年11月1日に同映画祭会場でワールドプレミア上映された『海辺の映画館―キネマの玉手箱』の舞台あいさつ、Q＆Aセッション、東京国際映画祭特別功労賞の贈呈式が行われた。11月4日の『花筐／HANAGATAMI』上映後の舞台あいさつは体調不良のため欠席。
2019年10月29日、同年度の文化功労者に選ばれ、母校である尾道市立土堂小学校が記念して校舎に垂れ幕と横断幕を掲げた。
2020年4月10日の封切りを予定していた『海辺の映画館―キネマの玉手箱』が、新型コロナウイルスの感染拡大を受け、公開延期されることが3月31日に発表された。 
4月10日19時23分、肺がんのため、東京都世田谷区の自宅で死去。82歳没。死没日をもって従四位叙位、旭日中綬章追贈。
2021年、第44回日本アカデミー賞会長特別賞を受賞。第94回キネマ旬報ベスト・テンでは『海辺の映画館―キネマの玉手箱』を対象として日本映画監督賞が贈られた。
商業映画デビュー以降、大林監督で企画されたが、映画化されなかった作品としては、デビュー作『HOUSE ハウス』がなかなか撮影に入れず、苛々していたとき、東映で千葉真一企画主演のアクション映画を大林に撮ってもらおうという企画が挙がっていた。当時、大林ともCMを作っていた長谷川安弘から東映の宣伝部にいた福永邦昭が大林を紹介され、アメリカ映画のような映像を撮っていた大林なら、千葉が考えるアクション映画が作れるのではないか、と新宿のホテルで、千葉と大林、福永、桂千穂の4人で2日間、千葉の構想を聞き、ホン作りをやったが、スケールが大き過ぎ、空中分解したという。他に1984年に松竹と韓振興行の合作で映画化が企画された『釜山港へ帰れ』や、天正遣欧少年使節の物語『少年きりしたん」などがある。

## 作風

### 対俳優
- 「俳優がプライドを持ってはいけないんです。邪魔なのね。むしろ、監督のよき素材になることにプライドを持ってほしい。これが映画スターということです。映画はかつては監督の個人芸術だった。総合芸術でみんなでやるけれども、監督の持っている個人の芸術として、全てが整うのが映画であって小津安二郎さんや黒澤明さんたちの時代まではそうでした。僕がその世代の最後になると思います。いい悪いは別として、若い監督さんの映画は本当に制度抜きで自由ですね。俳優さんもリアルというのでしょうか」「今の俳優はモデルのようにきれいで、アイドルのようにかわいい人ばかりで、映画の女優ではない」などと述べている[201]。

## 主な監督作品

### 自主映画作家時代の作品
- ポパイの宝島（1944年/35mm/1分） - 手描きアニメーション
- マヌケ先生（1945年/35mm/3分） - 手描きアニメーション
- キングコング（1952年/35mm/2分） - 人形アニメーション
- 青春・雲（1957年/8mm/30分） - 福永武彦などの叙情詩をイメージして映像化した作品
- だんだんこ（1957年/8mm/11分） - 踊る少女のシルエットなどを使ったリズミカルな映像作品
- 眠りの記憶（1957年/8mm/30分） - 真実を知るのは罪、幸福は夢の中にあるということをテーマにした作品
- 絵の中の少女（1958年/8mm/30分） - 過ぎた時間は戻らない、後悔をテーマにした文学的な作品（現・恭子夫人も出演）
- 木曜日（1960年/8mm/18分） - ある木曜日の男女の青春をスケッチ風に描いた作品
- 中山道（1961年/8mm/16分） - 映画仲間と中山道のことをいろいろと考え、旅をしながら撮ったレポート的な作品
- T氏の午後（1962年/8mm/25分） - 高林陽一氏のとある一日をコマ撮りで撮影した作品
- 形見（1962年/8mm/17分） - 父親の墓参りに行った母と子が見た幻想的な世界を描いた作品
- 尾道（1963年/8mm/17分） - ふる里を大胆なカッティングでスケッチ風に描いたドキュメンタリー
- 喰べた人（1963年/16mm/23分） - 食欲旺盛な客を見て倒れたウエイトレスの幻想世界を描いたシュールな喜劇作品
- Complexe=微熱の玻璃あるいは悲しい饒舌ワルツに乗って葬列の散歩道（1964年/16mm/14分） - 映画への夢と憧れを描いた切ない作品
- EMOTION=伝説の午後・いつか見たドラキュラ（1966年/16mm/38分） - スタッフも出演者も多く、映像テクニックも駆使した、本格的な映画
- CONFESSION=遥かなるあこがれギロチン恋の旅（1968年/16mm/70分） - 回顧展用のもの、個人映画製作に区切りをつける作品
- てのひらの中で乾杯/キリンビールのできるまで（1969年/16mm/25分） - キリンビールのPR用に製作されたミュージカル仕立ての短編映画
- 海の記憶＝さびしんぼう・序（1970年/16mm/20分） - 映画「さびしんぼう」を企画して製作
- オレレ・オララ（1971年/16mm/20分） - 篠山紀信が写真集「オレレ・オララ」制作時に撮影したリオのカーニバルの写真を大林が16ミリムービーカメラで再撮して映画化した作品
- ジェルミ・イン・リオ（1971年/16mm/?） - 日立シェーバーのPR用映画
- スタンピード・カントリー（1972年/16mm/35分） - 日立のCF製作のときに撮られた記録映画
- ハッピー・ダイナノサウルス・アルバム（1972年/16mm/15分） - カナダの美しい湖に集まった人たちを撮った作品

### 映画
1. HOUSE ハウス（1977年7月30日公開　東宝） - 兼製作
2. 瞳の中の訪問者（1977年11月26日公開　ホリプロ/東宝） - 兼出演（テニスの審判）
3. ふりむけば愛（1978年7月22日公開　東宝）
4. 金田一耕助の冒険（1979年7月14日公開　東映）
5. ねらわれた学園（1981年7月11日　東宝）
6. 転校生（1982年4月17日公開　松竹）
7. 時をかける少女（1983年7月16日公開　東映） - 兼潤色/編集
8. 廃市（1983年12月21日公開　ATG） - 兼プロデューサー/企画/編集/作曲
9. 少年ケニヤ（1984年3月10日公開） - 兼編集　※アニメーション映画
10. 天国にいちばん近い島（1984年12月15日公開　東映） - 兼潤色/編集
11. さびしんぼう（1985年4月13日公開　東宝） - 兼脚本/編集
12. 姉妹坂（1985年12月21日公開　東宝）
13. 彼のオートバイ、彼女の島（1986年4月26日公開　東宝） - 兼編集
14. 四月の魚（1986年5月31日公開　ジョイパックフィルム） - 兼企画/脚本/編集
15. 野ゆき山ゆき海べゆき（1986年10月4日公開　ATG） - 兼編集/音楽
16. 漂流教室（1987年7月11日公開　東宝東和） - 兼潤色
17. 日本殉情伝 おかしなふたり ものくるほしきひとびとの群（1988年3月29日公開　アートリンクス） - 兼脚本/編集
18. 異人たちとの夏（1988年9月15日　松竹）
19. 北京的西瓜（1989年11月18日公開　松竹） - 兼編集
20. ふたり（1991年5月11日公開　松竹　原作：赤川次郎） - 兼編集
21. 私の心はパパのもの（1992年6月13日公開　東北新社/ギャラクシーワン） - 兼編集　※日本テレビ『水曜グランドロマン』枠のテレビドラマの上映
22. 彼女が結婚しない理由（1992年6月13日公開　東北新社/ギャラクシーワン） - 兼編集　※日本テレビ『水曜グランドロマン』枠のテレビドラマの上映
23. 青春デンデケデケデケ（1992年10月31日公開 東映） - 兼編集
  - 第16回日本アカデミー賞優秀監督賞
24. はるか、ノスタルジィ（1993年2月20日公開 東映） - 兼脚本/編集
  - 第17回日本アカデミー賞優秀編集賞
25. 水の旅人 侍KIDS（1993年7月17日公開　東宝） - 兼編集
  - 第17回日本アカデミー賞優秀編集賞
26. 女ざかり（1994年6月18日公開　松竹　原作：丸谷才一） - 兼脚本/編集
27. あした（1995年9月23日公開） - 兼編集
28. 三毛猫ホームズの推理〈ディレクターズカット〉（1998年2月14日公開　PSC、ザナドゥー） - 兼編集　※テレビ朝日『土曜ワイド劇場』枠のテレビドラマの再編集版
29. SADA〜戯作・阿部定の生涯（1998年4月11日公開　松竹） - 兼撮影台本/編集/
  - 第48回ベルリン国際映画祭国際批評家連盟賞
30. 風の歌が聴きたい（1998年7月17日公開　ザナドゥー） - 兼脚本/編集
31. 麗猫伝説 劇場版（1998年8月16日公開　PSC） - 兼編集/作曲　※日本テレビ『火曜サスペンス劇場』枠のテレビドラマの上映
32. あの、夏の日 〜とんでろ じいちゃん〜（1999年7月3日公開　東映） - 兼脚本
33. 淀川長治物語・神戸篇 サイナラ（2000年9月30日公開　PSC）　※テレビ朝日『日曜洋画劇場』枠のテレビドラマの映像追加・再構成版
34. 告別（2001年7月14日公開）　※BS-iのテレビドラマの上映
35. なごり雪（2002年9月28日公開　大映） - 兼脚本/編集
36. 理由（2004年12月18日公開　アスミック・エース） - 兼脚本　※WOWOW『ドラマW』枠のテレビ映画の上映
37. 転校生 -さよなら あなた-（2007年6月23日公開　角川映画） - 兼脚本/潤色/編集/撮影台本
38. 22才の別れ Lycoris 葉見ず花見ず物語（2007年8月18日　角川映画） - 兼脚本
39. その日のまえに（2008年11月1日公開　角川映画） - 兼撮影台本
40. この空の花 -長岡花火物語（2012年4月7日公開） - 兼原作/脚本/撮影台本/編集
41. 野のなななのか（2014年5月17日公開） - 兼脚本/撮影台本/編集/脚色
42. 花筐/HANAGATAMI（2017年12月16日公開、製作：（一社）唐津映画製作委員会/（株）PSC） - 原作：檀一雄「花筐」、脚本：大林宣彦・桂千穂
43. 海辺の映画館―キネマの玉手箱[202]（2020年4月10日公開予定延期 → 2020年7月31日公開） - 兼脚本

### テレビドラマ
- 人はそれをスキャンダルという 第1回（1979年11月21日放送　TBS）
- 可愛い悪魔（1982年8月10日放送　日本テレビ『火曜サスペンス劇場』）
- 麗猫伝説（1983年8月30日放送　日本テレビ『火曜サスペンス劇場』）
- 恋人よわれに帰れ LOVER COMEBACK TO ME（1983年9月23日放送　フジテレビ）
- 私の心はパパのもの（1988年11月30日放送　日本テレビ『水曜グランドロマン』）
- ふたり（「第一部　草の章」1990年11月9日「第二部　花の章」11月16日に前後編2週連続で放送　NHK『子どもパビリオン』）
- 彼女が結婚しない理由（1990年12月26日放送　日本テレビ『水曜グランドロマン』）
- はるか、ノスタルジィ（1992年10月25日放送　WOWOW）※短縮編集版の劇場公開前の放送
- 三毛猫ホームズの推理（1996年9月放送　テレビ朝日『土曜ワイド劇場』）
- マヌケ先生（1998年1月24日　中国放送/TBS） - 原作・総監督
- 三毛猫ホームズの黄昏ホテル（1998年2月21日放送　テレビ朝日『土曜ワイド劇場』） - 兼脚本
- 淀川長治物語・神戸篇 サイナラ（1999年11月7日放送　テレビ朝日『日曜洋画劇場』）
- にっぽんの名作・朗読紀行「忍ぶ川」（2000年3月8日放送　NHKBShi） - 演出
- 告別（2001年2月24日放送　BS-i） - 兼脚本
- 理由（2004年4月29日放送　WOWOW『ドラマW』）
- 理由（日テレヴァージョン）（2005年11月8日放送　日本テレビ『DRAMA COMPLEX』）

### ミュージックビデオ
- 高橋幸宏「A FRAGMENT」（1984年）
- KAN「BRACKET」（1987年）
- 坂上香織「レースのカーディガン」（1988年）
- CANCION「嘘つき。THE MOVIE」（2004年）
- 松原 愛「ふたりの時計」「東京枯れすすき」（2011年）
- AKB48「So long !」（2013年）

## その他の主な作品
- すばらしい蒸気機関車（1970年10月10日公開　高林陽一監督） - 音楽
- 最後の蒸気機関車（1975年1月11日公開　高林陽一監督） - 音楽
- 本陣殺人事件（1975年9月27日公開　高林陽一監督） - 音楽
- 新・木枯し紋次郎（1977年10月5日〜1978年3月29日放送　東京12チャンネル） - タイトル
- 親子ねずみの不思議な旅（1978年3月11日公開　フレッド・ウォルフ/チャールズ・スウェンソン監督、日本ヘラルド映画） - 歌詞
- 愛の嵐の中で（1978年4月29日公開　小谷承靖監督、東宝） - 出演
- ピンクレディー/ジャンピング･サマーカーニバル （1978年、LIVE演出/35mm）
- ホワイト・ラブ（1979年8月4日公開　小谷承靖監督、東宝） - 出演
- いい旅チャレンジ20,000 km　清水港線・旅の表情 （フジテレビ、1980年5月3日、演出TV/16㎜）[203]。真野あづさはこれが初の本格的テレビ出演[203]。
- いい旅チャレンジ20,000 km　阿仁合線・野の音 （1980年、TV/16㎜）
- いい旅チャレンジ20,000 km　御殿場線・アメリカン・パイ （1980年、TV/16㎜）
- さよならロッキーの仲間たち/日本語版 （1980年、35mm）
- THE GOOD BAD GIRL （1981年、VTR　VHDのみでのリリース）
- MOMENT（1981年4月4日公開　手塚真監督） - 出演
- 蔵の中（1981年10月3日公開　高林陽一監督、角川映画） - 出演
- ダイアモンドは傷つかない（1982年5月15日公開　藤田敏八監督、東映） - 出演
- 俗物図鑑（1982年11月8日公開　内藤誠監督） - 出演
- アイコ十六歳（1983年12月17日公開　今関あきよし監督 日本ヘラルド） - 製作総指揮
- 多様な国土（1985年3月17日公開、EXPO'85つくば科学万博・政府館で上映された70ミリフィルムで撮られた映画） - 監督
- 裸足のシンデレラ/沢口靖子ドキュメント 少女の時間 （1985年、TV/VTR＆16mm　テレビ東京「おーわらナイト」）
- 夢の花・大連幻視行 （1987年、イベント映像/VTR　大連・尾道友好博）
- NEIMAN'S WORLD JAPAN'88 （1988年、PV/VTR） ※リロイ･ニーマンのプロモーション･ビデオの演出
- モモとタローのかくれんぼ （1988年、イベント映像/VTR　瀬戸大橋博）
- グリース （1988年、舞台演出）
- マドンナは春風にのって（1990年1月3日放送　NHK） - 出演（成人映画監督 役）
- 乙女物語 お嬢様危機イッパツ!（1990年12月8日公開　内藤忠司監督 バンダイ） - 出演
- MAKING OF DREAMS 夢　黒澤明・大林宣彦映画的対話（1990年） - 演出・インタビュー聞き手[204]
- 花地球夢旅行183日（1991年、大阪花博 イベント映像/タマゴラマ）
- スライス･オブ･サタデーナイト （1991年、舞台演出）
- あの日に帰りたい（1993年1月11日～3月22日放送/フジテレビ） - 出演（青木順平 役）
- ロシアン・ララバイ（1993年、TV/日本未公開）
- 金なら返せん!（1994年12月9日放送） - 出演
- ひろしま国体･開会式（1996年、イベント総合演出　1996.10.12開催）
- 日曜洋画劇場 オープニングタイトル （TV/VTR　1996.10/テレビ朝日）
- タイム・リープ（1997年6月7日公開　今関あきよし監督） - 監修
- 第51回全国植樹祭（2000年、イベント/総合演出）
- 自由にならないもの〜プーチとわたし物語〜（PV/35mm　2000.09 無料レンタルビデオ/TSUTAYA）
- マヌケ先生（2000年9月30日公開　PSC） - 総監督/原作/脚本/編集　※中国放送製作のテレビドラマの上映
- まほろば＜土恋いのうた＞の主題より（2001年） - 監督・脚本・語り・ピアノ演奏 （秋田生まれの写真家大野源二郎の作品をムービーで撮り下ろして制作した作品）
- サンセット大通り/予告編 （2003年、VTR　WOWOW）
- セイキロスさんとわたし（2006年2月22日公開　糸曽賢志・亀渕裕監督） - プロデューサー
- 茶家 〜cha・ya〜 （舞台演出　2009.10.30～11.01公演/幌張馬車）
- 思い出は映画とともに（2014年「文化療法（回想法）」DVD） - 脚本・出演・音楽・監督
- 如水館中学校・高等学校校歌 - 作詞
- 亜人（2017年9月30日公開　本広克行監督、東宝） - 出演（藤川翔 役）
- モキュメンタリー映画『エキストロ』（2020年3月13日公開 村橋直樹監督） - 出演
- つばき、時跳び（2020年）- 企画

## 著書
- 『ぼくのアメリカン・ムービー』奇想天外社 1980
- 『ムービーランドの子守唄―いつか見たジョン・ウェイン』ケイブンシャ文庫 1985
- 『夢の色、めまいの時』桐原書店 1986
- 『A movie・大林宣彦 ようこそ、夢の映画共和国へ』 ＜シネアルバム 12＞ 芳賀書店1986
- 『むうびい・こんさあと』音楽之友社 1987
- 『ワンス・アポン・ア・タイム・イン尾道』フィルムアート社 1987
- 『映画、この指とまれ』徳間書店　アニメージュ文庫　1990
- 『映画監督 さびしんぼうのワンダーランド』実業之日本社〈仕事-発見シリーズ(26)〉、1992年。ISBN 4-408-41071-3。
- 『きみが、そこにいる』PHP研究所 1992
- 『さびしんぼう乾盃! Talk & message』主婦と生活社、1992年。
- 『映画、いいひとばかり』アドリブ 1993　のち道草文庫
- 『人生には好きなことをする時間しかない』PHP研究所 1993
- 『父の失恋娘の結婚 べそっかきの幸福そうな顔』フレーベル館 1995
- 『4/9秒の言葉 4/9秒の暗闇+5/9秒の映像=映画』創拓社 1996
- 『ぼくの活動写真・少年記 1　マヌケ先生』ポプラ社 1998 新・のびのび人生論
- 『ぼくの青春映画物語 穏やかな一日を創造するために』集英社新書　2000
- 『「カルピス」の忘れられないいい話』共著 集英社 2000
- 『大林宣彦のa movie book尾道』たちばな出版、2001年。ISBN 4-8133-1380-9。
- 『大林宣彦がんぼう』阿部久美子文 角川書店 2002
- 『なごり雪』メディアファクトリー 2002
- 『日日世は好日 五風十雨日記 巻の1(2001) (同時多発テロと《なごり雪》)』たちばな出版 2002
- 『ぼくの瀬戸内海案内』岩波ジュニア新書　2002
- 『日日世は好日 五風十雨日記 巻の2(2002-2003) (戦争映画は、もう見ない。)』たちばな出版 2003
- 『あしたづくり―子供と共に考える、楽しい不便、賢い我慢。』アミューズブックス 2003
- 『大林宣彦の映画談議大全《転校生》読本 ジョン・ウェインも、阪東妻三郎も、… 1980-2008 a movie』角川グループパブリッシング、2008年。ISBN 978-4-04-621169-9。
- 『なぜ若者は老人に席を譲らなくなったのか』幻冬舎新書　2008
- 『ぼくの映画人生』実業之日本社 2008
- 『大林宣彦の体験的仕事論 人生を豊かに生き抜くための哲学と技術』PHP研究所 2015
- 『いつか見た映画館』上・下　七つ森書館 2016
- 『大林宣彦の映画は歴史、 映画はジャーナリズム。』七つ森書館 2017
- 『KAWADE夢ムック 大林宣彦「ウソからマコト」の映画』 河出書房新社 編集部 編 2017年10月28日
- 『大林宣彦 戦争などいらない 未来を紡ぐ映画を』平凡社 2018
- 『のこす言葉 KOKORO BOOKLET 大林宣彦 戦争などいらない - 未来を紡ぐ映画を』平凡社、2008年。ISBN 9784582741155。
- 『フィルムメーカーズ20 大林宣彦』樋口尚文 責任編集 宮帯出版社 2019年
- 『最後の講義完全版大林宣彦 : 映画とは“フィロソフィー”』 主婦の友社 - 2020年
- 『キネマの玉手箱』 ユニコ舎 2020年4月25日。ISBN 978-4-9911368-0-1
- 『A MOVIE 大林宣彦、全自作を語る』立東舎 2020年10月22日
- 『大林宣彦メモリーズ』キネマ旬報社 2021年4月26日

雑誌
- キネマ旬報 4月下旬号 2020 No.1836 - 大林宣彦、最強の哲学(フィロソフィー）「海辺の映画館 - キネマの玉手箱」 2020年
- キネマ旬報 6月上旬号 2020 No.1839 - 私たちが愛した大林宣彦監督 2020年
- 映画秘宝［永久保存版］1977-2020 時をかける－大林宣彦映画入門 2020年7月号 双葉社
- ユリイカ 2020年9月臨時増刊号 総特集：大林宣彦 1938-2020 青土社
- 大林宣彦 フィルムメーカーズ20 宮帯出版社 2019年7月。樋口尚文責任編集

## 尾道三部作
大林宣彦が、出身地尾道市を舞台に撮影した映画の代表作として認知されている3つの映画作品のこと。後に、同じように尾道を舞台にした作品が同じく3つ作られたため、これを「新尾道三部作」と称すこともある。『転校生』や『時をかける少女』の頃はまだ尾道三部作と呼ばれておらず、続く『さびしんぼう』が撮られたことで、これらの3本が尾道三部作と言われるようになった。
- 尾道三部作
  - 転校生（1982年）
  - 時をかける少女（1983年）
  - さびしんぼう（1985年）
- 新尾道三部作
  - ふたり（1991年）
  - あした（1995年）
  - あの、夏の日（1999年）

## 音楽作品
- 坂上香織『香織の、―わたし ものがたり。』（監督作品 VHS：FK030-7001 / LD：FV025-7001 1988年9月23日、東芝EMIより発売）

坂上のイメージビデオ。仮題は『ゆらゆら夏の影法師』であった。　坂上のデビュー曲「レースのカーディガン」のPVはこの作品の編集版である。
このMV撮影において、尾道三部作で使用されたロケ地を随所に織り交ぜて撮影し、「大林宣彦のワンダー・ワールド1988」と銘打って発売された、ミュージック関連の映像としては当時異色の作品。坂上が一人三役を演じ、合成演出を施した幻想的でメランコリーな雰囲気だが、非常に美しい仕上がりの作品である。この作品発表当時大林は、「いつか香織と尾道で映画を撮ろう。これはいつかぼくが香織と作る映画の予告編だ。予告編というより、ちいさな約束の映画だ。」と、同作品のライナーコメントに記していたが、一度も実現する事はなかった。
- 映画「ふたり」の主題歌「草の想い」大林宣彦&FRIENDS（1991年3月21日NECアベニューよりCD発売）
- 「青春回顧録 - 絵の中の少女 - 」（1998年3月1日バップよりCD発売） - 大林監督自身のピアノ演奏による自主制作映画群のための新録音ピアノ楽曲集。

## テレビ版から劇場版
大林作品にはテレビで製作された作品を後に劇場版として公開する、または劇場公開に先行してテレビで放送する、というケースが多く見られる。

『理由』はWOWOWで放送、劇場公開の後、さらに日本テレビで「日テレヴァージョン」が放送された。
- 麗猫伝説 （1983年8月30日放送　日本テレビ）

→ 劇場公開 1998年8月16日
- 私の心はパパのもの （1988年11月30日放送　日本テレビ）

→ 劇場公開 1992年6月13日
- ふたり （1990年11月9日・16日放送　NHK）

→ 劇場公開 1991年5月11日
- 彼女が結婚しない理由 （1990年12月26日放送　日本テレビ）

→ 劇場公開 1992年6月13日
- はるか、ノスタルジィ （1992年10月25日放送　WOWOW）

→ 劇場公開 1993年2月20日
- 三毛猫ホームズの推理（1996年9月放送　テレビ朝日）

→ 劇場公開 1998年2月14日
- マヌケ先生（1998年1月24日　中国放送/TBS）

→ 劇場公開 2000年9月30日
- 淀川長治物語・神戸篇 サイナラ （1999年11月7日放送　テレビ朝日）

→ 劇場公開 2000年9月30日
- 告別 （2001年2月24日放送　BS-i）

→ 劇場公開 2001年7月14日
- 理由 （2004年4月29日放送　WOWOW）

→ 劇場公開 2004年12月18日
→ 「日テレヴァージョン」（2005年11月8日放送　日本テレビ）

## 出演
ドキュメンタリー
- 映画が北の町を、熱くした〜大林宣彦・20年目の約束〜（2013年12月20日、NHK） - 語り：常盤貴子
- クローズアップ現代（NHK）
  - 「シリーズ戦後70年若者たちへ〜映画監督・岡本喜八のメッセージ」（2015年10月28日） - ※スタジオゲスト
  - 「大林宣彦監督　生きる覚悟」（2019年11月28日）
- ETV特集「青春は戦争の消耗品ではない 映画作家 大林宣彦の遺言」（2017年9月2日、Eテレ） - 語り：原田知世
- ザ・ドキュメンタリー「時をかける 監督・大林宣彦〜余命3ヶ月の闘い」（2017年10月12日、BS朝日） - 語り：近藤サト
- アナザーストーリーズ 運命の分岐点「手塚治虫 ブラック・ジャックからの伝言」（2017年11月7日、NHK BSプレミアム） - ※コメント出演
- 最後の講義「大林宣彦」（2018年3月11日、NHK BS1）50分バージョン - 語り：門脇麦
  - 最後の講義「大林宣彦 完全版」（2018年5月6日、NHK BS1）3時間バージョン - 語り：斉藤貴美子
- 目撃!にっぽん「それでも僕は映画を撮る 〜監督・大林宣彦 80歳の決意〜」（2018年10月7日、NHK総合）
- ノンフィクションW「 大林宣彦＆恭子の成城物語 〜夫婦で歩んだ60年の映画作り〜」（2019年8月12日、WOWOW）
  - ノンフィクションW「大林宣彦＆恭子の成城物語[完全版] 〜夫婦で歩んだ60年の映画作り〜」（2019年11月17日、WOWOWプライム） - 2019年11月1日、TOHOシネマズ 六本木ヒルズで行われた「第32回東京国際映画祭」で上映。
- クローズアップ現代+「大林宣彦監督 生きる覚悟」（2019年11月28日、NHK総合）
- BS1スペシャル「映画で未来を変えようよ ～大林宣彦から4人の監督へのメッセージ～」（2020年7月5日、NHK BS1） - 出演：岩井俊二、犬童一心、手塚眞、塚本晋也 - 語り：中條誠子

紀行番組
- 奥の細道をゆく 第14旅「石巻（宮城）」 （2000年7月15日、NHK-BS）
- 名作をポケットに「川端康成 伊豆の踊子」（2001年4月9日、NHK-BS）
- にっぽん木造駅舎の旅「上臼杵駅」（2010年4月30日、NHK-BS）

トーク番組
- 若い広場「フィルム・わが青春」 ―大林宣彦と語る― （1977年10月2日、NHK） - ※出演：能勢伊勢雄、今泉了輔、清水隆俊、高平哲郎、大林宣彦
- 今夜は最高!「ときをかけるおじさん達?」（1984年7月21日、NTV） - ※出演：タモリ、荻野目慶子、大林宣彦、ほか
- きょうの料理 男の料理 「大林宣彦の大根カレー」（1987年6月20日、NHK） - ※出演：大林宣彦、大林恭子
- スタジオL （NHK）
  - 「今でもある?幽霊の館」（1987年2月4日） - ※出演：マッハ文朱、三浦清宏、大林宣彦
  - 「わたしの尾道・わたしの広島」（1987年10月19日） - ※出演：長谷川和彦、宮迫千鶴、井上浴、大林宣彦
  - 「ファンタジーこそわがいのち」（1987年10月20日） - ※出演：石ノ森章太郎、大林宣彦
  - 「永遠のダンディズム」（1987年10月21日） - ※出演：石津謙介、高橋幸宏、大林宣彦
  - 「われは海の子せとうちの」（1987年10月22日） - ※出演：坂田明、榮久庵憲司、仁田一也、大林宣彦
- スタジオパークからこんにちは（2004年1月27日、NHK） - ※スタジオゲスト
- 今夜は恋人気分〜とっておき夫婦物語「大林宣彦・恭子夫婦」（2004年9月15日、NHK）
- 週刊 手塚治虫（2009年4月24日、NHK） - ※出演：杏、大林宣彦
- 立川志らくの演芸図鑑（2012年11月18日＆11月25日、NHK） - ※トークゲスト
- SWITCHインタビュー 達人達（たち）「AKB48×大林宣彦〜アイドルの本懐 映画作家の本懐」（2013年5月18日、Eテレ）
- 日曜美術館「郷愁に染まる風景〜版画家・川瀬巴水〜」（2013年12月15日、Eテレ）
- 藤井隆の胸キュン!アイドル天国（2014年3月27日、歌謡ポップスチャンネル）
- 男おばさんL #88 「ゆうばり映画祭2014大林宣彦監督インタビュー」（2014年3月27日、フジテレビTWO）
- 加藤浩次の本気対談!コージ魂!!（2014年5月18日、BS日テレ） - ※トークゲスト
- ゆうどき「尾道３部作・撮影秘話 大林監督」（2014年5月28日、NHK） - ※スタジオゲスト
- Table of Dreams 〜夢の食卓〜 大林宣彦監督の映画と食卓（2014年6月21日、BSフジ）
- 岩井俊二のMOVIEラボ #5-6 （2015年2月5日・12日、Eテレ） - ※出演：岩井俊二、樋口尚文、岸野雄一、常盤貴子、大林宣彦
- 徹子の部屋「大林宣彦＆恭子夫妻」（2017年12月5日、テレビ朝日） - ※1992年ほか、これまでに計3回出演している
- ザ・プロファイラー 〜夢と野望の人生〜「落語界の風雲児〜立川談志〜」（2017年12月21日、NHK-BS） - ※スタジオゲスト
- THE NEXT「シネアスト4〜記録対談!大林宣彦監督が語る映画の神髄〜」（2019年3月7日、BS朝日）※安藤桃子との対談

映画番組
- 大林宣彦のいつか見た映画館（2009年4月〜2020年 衛星劇場）
- 「花筐/HANAGATAMI」公開記念 大林宣彦×岩井俊二×常盤貴子 特別番組（2017年12月22日･23日・28日、2018年1月11日、日本映画専門チャンネル）

ラジオ番組
- オールナイトニッポン特別番組 ラジオドラマ ハウス（1976年11月27日、ニッポン放送）
- ライムスター宇多丸のウィークエンド・シャッフル「サタデーナイトラボ 大林宣彦監督降臨！」（2012年8月18日＆2017年12月23日、TBSラジオ）
- ラジオ深夜便「シネマと歩んだ人生 映画作家 大林宣彦」（2017年12月7日～8日、NHKラジオ第1放送・NHK-FM） - ※2夜連続2回に分けて放送
- 嶌信彦 人生百景「志の人たち」（2018年7月、TBSラジオ） - ※毎週日曜3週連続で出演

追悼放送
- 大林宣彦監督をしのんで（2020年4月19日、NHK総合）
『目撃!にっぽん』「それでも僕は映画を撮る〜監督・大林宣彦 80歳の決意〜」（2018年10月7日放送）、『大林宣彦監督生きる覚悟』（2019年11月28日放送）の2本を番組内で再放送。

関連番組
- 24時間テレビ43 愛は地球を救う「動く」 映画監督・大林宣彦の「動く」〜妻・恭子と愛の物語（2020年8月23日、日本テレビ）ナレーション：常盤貴子
- クローズアップ現代+「“未来を変える力”を問いかけられて〜大林宣彦からの遺言〜」（2020年10月8日、NHK総合）

## 追悼トーク
- シネマノヴェチェント（横浜市）により、大林宣彦監督追悼無料配信トーク 2020年5月5日（土）14:00時〜無料配信 [205][206]。